# Goetheschule Wetzlar
Die Goetheschule ist das allgemeinbildende Oberstufengymnasium für die Stadt und den Altkreis Wetzlar. Es entstand 1799 und ist heute das größte Oberstufengymnasium in Hessen.
Die Goetheschule ist das einzige selbstständige Oberstufengymnasium im Lahn-Dill-Kreis und das größte seiner Art in Hessen mit über 1000 Schülern in der Einführungs- und Qualifikationsphase. Schüler der Goetheschule können aus einem Angebot von 17 Leistungsfächern wählen. Ein Besuch der Goetheschule führt zur allgemeinen Hochschulreife.

## Schulgeschichte
1799 wurde in Wetzlar im Gebäude der Freimaurerloge Joseph zu den drei Helmen (Ecke Zucker- und Kornblumengasse) eine sogenannte Oberschule eröffnet. Sie gilt als die Grundlage der heutigen Goetheschule. 1810 wurde die private Oberschule mit einer katholischen Schule zu einem öffentlichen Königlichen Gymnasium vereinigt. Im Jahr 1819 verließen die ersten Abiturienten das Gymnasium, das seit 1817 im Arnsburger Hof untergebracht war. Als 1872 an gleicher Stelle ein Neubau bezogen wurde, legten durchschnittlich fünf bis neun Abiturienten pro Jahr ihre Prüfung ab. Zwischen der Straße und dem Gebäude Bergstraße Nr. 45 erinnert ein Kriegsopferdenkmal an die toten Lehrer und Schüler des Ersten Weltkrieges 1914/1918.
1925 erhielt das Königliche Gymnasium auf Antrag des Schulleiters und des Lehrerkollegiums die Bezeichnung Staatliches Goethe-Gymnasium. Vier Jahre später vereinigte es sich mit der Freiherr-vom-Stein-Schule auf dem sogenannten Spilburggelände zum Staatlichen Goethe-Gymnasium mit Stein-Aufbauschule.
In der Zeit des Nationalsozialismus musste die Goetheschule aufgrund der militärischen Nutzung als Spilburg-Kaserne in den Arnsburger Hof zurückkehren. Infolge des Gesetzes über die Vereinheitlichung des höheren Schulwesens verlor sie ihren humanistischen Charakter. 1939 erhielt das Gymnasium an der heutigen Bergstraße ein neues Gebäude. Nach Beginn des Zweiten Weltkriegs wurden der Schulleiter und zahlreiche Lehrer, ab 1940 auch Schüler in den Krieg gezogen. Im November 1944 bereiteten schwere Bombenschäden am Schulgebäude dem bereits eingeschränkten Unterricht ein Ende. Bis zum Kriegsende verloren 300 Goetheschüler auf den verschiedenen Kriegsschauplätzen ihr Leben. Im Dezember 1945 wurde das Gymnasium mit Genehmigung der amerikanischen Militärregierung, die das Schulgebäude beschlagnahmt hatte, wiedereröffnet.
1966 zog die Goetheschule an ihren heutigen Standort in der Frankfurter Straße um. Das Schulgebäude galt zu dieser Zeit als eines der größten und modernsten im Bundesgebiet. Im Zuge der Einführung der integrierten Gesamtschulen im Landkreis Wetzlar entschied der Kreistag 1969, dass die Schüler der Gesamtschulen von einer neu einzurichtenden gymnasialen Oberstufenschule GOW aufgenommen werden sollen. 1975 wurde im Gebäude der Goetheschule die erste Jahrgangsstufe 11 von den Gesamtschulen in die neue gymnasiale Oberstufenschule aufgenommen. Das Schulgebäude war für diese Aufgabe verändert und durch einen Anbau erweitert worden.
Als 1977 der letzte Jahrgang von Schülern, die mit Beginn der Klasse 5 die Gymnasien besuchten, das Abitur erwarb, hörten die Goetheschule (Jungengymnasium) und die seit 1909 bestehende Lotteschule (Mädchengymnasium) auf zu bestehen. Die gymnasiale Oberstufenschule erhielt am 6. Juni 1978 vom Regierungspräsidenten in Darmstadt aufgrund eines Beschlusses des Kreistages ihren traditionsreichen Namen zurück. Seither heißt sie nicht mehr GOW, sondern wieder Goetheschule.
Sie pflegt eine Partnerschaft mit der Goetheschule Ilmenau.
Das Schulgebäude galt lange als stark sanierungsbedürftig. Nachdem im Schuljahr 2009/10 infolge von Vandalismus die Deckenverkleidung der Pausenhalle geöffnet werden musste und dabei Baumängel deutlich wurden, wurde die Bausubstanz umfangreich untersucht und erhebliche Mängel im Bereich der Betonqualität, des Brandschutzes und Abweichungen von der beim Bau geplanten Statik festgestellt. Die hiernach vom Schuldezernenten des Lahn-Dill-Kreises getätigte Aussage, bis 2013 müsse aus Sicherheitsgründen ein neues Gebäude bezogen werden, wurde nicht umgesetzt. Stattdessen wurden lediglich vereinzelte Brandschutzsanierungen an den Decken durchgeführt, eine temporäre Fluchttreppe errichtet und einzelne Räume dauerhaft für die Nutzung gesperrt.
Seit dem 1. August 2014 ist Carsten Scherließ neuer Schulleiter in der Nachfolge von Dieter Grebe. Der Oberstudiendirektor leitete zuvor die Liebigschule Gießen.
Zum Schuljahr 2018/19 war die Goetheschule teilweise in dem bereits ab 1939 genutzten Gebäude an der Bergstraße untergebracht, das zwischenzeitlich von der 2014 aufgelösten Kestnerschule genutzt worden war. Der Grund dafür war, dass das Gebäude an der Frankfurter Straße abgerissen und durch einen Neubau ersetzt wurde. Ein Teil des Unterrichts fand jedoch weiterhin am bisherigen Standort in den Räumen des Naturwissenschaftsbereichs statt, der erst nach Fertigstellung des Neubaus abgerissen und dann durch einen Schulhof ersetzt werden sollte. Entsprechend wurde im Schulbetrieb von „Goetheschule (Standort Bergstraße)“ und „Goetheschule (Standort Frankfurter Straße)“ gesprochen.
Seit 2019 entstand im Rahmen des Bauvorhabens „Neubau Schulzentrum“ im ersten Bauabschnitt an der Frankfurter Straße 72 ein neues Gebäude der Goetheschule, das auf fünf Etagen (Erdgeschoss, drei Obergeschosse, Techniketage auf dem Dach) Platz für rund 900 Schüler bietet. Das neue Gebäude, das von der ARGE Diehl Freischlad Schmees Wagner geplant wurde, ordnet die Räume um ein zentrales Foyer herum an, das im Erdgeschoss die Aula umschließt. Auf der Aula befindet sich im 2. Obergeschoss ein „Goethes Garten“ genannter Grünbereich. Im Erdgeschoss angeordnet sind neben Haustechnikräumen und Aula auch die Unterrichtsräume für Kunst, Musik und Darstellendes Spiel. Im 1. Obergeschoss, das zur Frankfurter Straße hin ebenerdig liegt, befinden sich neben allgemeinen Klassenräumen auch Lehrküche, Mediothek, Lehrerzimmer und Verwaltung. Die Klassenräume des 2. Obergeschosses sind für die Gesellschaftswissenschaften vorgesehen. Dort gibt es an jeder Gebäudeseite einen „Marktplatz“ genannten Arbeitsbereich, der Gang und „Goethes Garten“ verbindet. Im 3. Obergeschoss sind in Clustern Unterrichtsräume für Physik, Biologie, Chemie und Informatik mit den jeweiligen Sammlungen und teilweise Laboren angeordnet. Ein Hörsaal mit rund 80 Plätzen, der über eine Glasfassade zum Foyer verfügt, ragt über den Rest des Gebäudes hinaus. Dessen oberer Ausgang bildet zusammen mit der Technikzentrale auf dem Dach das 4. Obergeschoss. Das Gebäude wird über vier Treppenhäuser in den Gebäudeecken erschlossen, von denen zwei über einen Fahrstuhl verfügen. Insgesamt sind 49 allgemeine Unterrichtsräume sowie 17 speziell ausgestattete Räume für naturwissenschaftliche Fächer vorhanden. Die Baufertigstellung erfolgte im Spätsommer 2021.
In weiteren Abschnitten des Neubauprojekts wird zunächst ab Herbst 2020 ein neues Gebäude für die Theodor-Heuss-Schule auf dem Spilburg-Gelände errichtet. Sobald dieses fertiggestellt ist, wird die Theodor-Heuss-Schule in dieses umziehen und Käthe-Kollwitz-Schule das bisherige Gebäude des Theodor-Heuss-Schule temporär nutzen. Nach einer umfangreichen Sanierung der Käthe-Kollwitz-Schule wird diese in ihr bisheriges Gebäude zurückziehen und anschließend die dann ehemalige Theodor-Heuss-Schule abgerissen. An ihrer Stelle sollen zwischen beide Schulgebäuden ein Schulhof und Grünflächen entstehen.

## Musicalgruppe
Die Musicalgruppe besteht seit 1979 und ist nach eigenen Angaben die älteste Amateurmusicalgruppe in Deutschland. Sie wurde von Englischlehrer Peter Merck (* 1939 in Darmstadt) und Musiklehrer Peter Marschall (1932–2019) gegründet. Merck ist seit 1964 als Schauspieler am englischsprachigen The Keller Theatre in Gießen aktiv und als Journalist tätig. Peter Merck leitete die Gruppe bis 1993, seit 1995 arbeitet die Gruppe in Eigenregie.
Seit 1979 führte die Musicalgruppe jährlich – mit Ausnahme der Jahre 1985 und 1994 – Produktionen auf. Die Gruppe besteht seit 1994 aus Schülern der Goetheschule, Ehemaligen und Schulfremden. Die Aufführungen der Stücke finden zum Schuljahresende hin in der Schulaula statt sowie seit 1995 auch bei den Wetzlarer Festspiele. Bis 1991 gab die Gruppe auch Gastspiele in Gießen, Braunfels, Büdingen und Fulda.
Zu den Produktionen zählen auch die deutschen Erstaufführungen von Andrew Lloyd Webbers „Joseph and the Amazing Technicolor Dreamcoat“ im Jahr 1980, Lionel Barts „Oliver!“ 1981, Nick Munns' „Swan Esther“ 1986 und Harvey Schmidts „Celebration“ 1987, die europäische Erstaufführung des südafrikanischen Musicals „Christian“ 1982 sowie die deutschsprachige Erstaufführung von „Moby Dick“ 2002.
2022 wurde das australische Musical „Atomic“ erstmals in Europa und erstmals in deutscher Sprache aufgeführt.
In der Musicalgruppe haben unter anderem der Regisseur, Dramaturg und Schauspieler Christoph Drewitz, der Tenor, Musicaldarsteller und Gesangslehrer Christian Schleicher, der Musicaldarsteller Kurosch Abbasi, die Dirigenten Martin Spahr und Jesko Sirvend erste Bühnenerfahrung gesammelt.

## Schwerpunkte
Neben einer Musicalgruppe bietet die Goetheschule ein großes Schwerpunktangebot. Darunter folgende Schwerpunkte:

### MINT
Die Goetheschule Wetzlar in Deutschland bietet eine breite Palette von Angeboten im MINT-Bereich (Mathematik, Informatik, Naturwissenschaften und Technik) an, um die verschiedenen Talente und Interessen von Schülerinnen und Schülern zu fördern und die gesellschaftliche Relevanz naturwissenschaftlicher Themen zu zeigen. Durch Projekte, AGS, Exkursionen und Wettbewerbe haben Schülerinnen und Schüler der Goetheschule die Möglichkeit, Erfolge im MINT-Bereich zu erzielen.
Die Schule arbeitet eng mit der Universität Gießen zusammen. Durch diese Zusammenarbeit und die Partnerschaft mit großen Unternehmen werden den Schülerinnen und Schülern viele Möglichkeiten geboten, die über die normalen schulischen Angebote hinausgehen. Des Weiteren ist die Goetheschule seit 2016 als MINT-EC-Schule ausgezeichnet und bietet so ein großes Angebot an Exkursen und außerschulischen Projekten.

### Sport
In der Goetheschule gibt es zudem ein großes Angebot an sportlichen und gesundheitlichen Aktivitäten. Dafür besitzt die Schule einen eigenen Fitnessraum, in denen die aktuell zwei Sportklassen (Schuljahr 2022/2023) frei trainieren können. Jener Raum findet auch im Sportunterricht Anwendung.
Des Weiteren erzielte die Schule einige Erfolge bei Wettbewerben wie „Jugend trainiert für Olympia“. Darunter zum Beispiel „der Titelgewinn im Bundesfinale Rudern 2013 oder auch der Sieg im Landesfinale Handball 2014“.

## Projekte

### Schulradeln
Im Jahr 2021 hat die Goetheschule mit über 350 Schülerinnen, Schülern, Lehrerinnen und Lehrern, Angehörigen und Ehemaligen mehr als 34.000 Kilometer auf dem Rad zurückgelegt und sich damit den 1. Platz in der Region gesichert. Zudem hat das Team Goetheschule im Jahr 2022 bei dem „Stadtradeln-Wettbewerb“ der Stadt Wetzlar im Jahr 2022 mit 13.287 km den dritten Platz erreicht. Das Ziel des Wettbewerbs ist es, das Fahrrad besser in den Schulalltag zu integrieren und junge Menschen für das Radfahren in Alltag und Freizeit zu begeistern.

### Arbeitsgemeinschaften
Die Goetheschule bietet ein breites Band an Projekten und Arbeitsgemeinschaften, die auf der Seite der Goetheschule zu finden sind.
Einige Beispiele für Projekte und AGs sind:
- Bio-AG
- Mathematik-AG
- Musicalgruppe
- AG „Goethe hilft“ / Goethe hilft-Tag
- AG „Jugend debattiert“

## Persönlichkeiten

### Bekannte Absolventen
- Werner Best (1927–1993), SPD, ehemaliger Landrat im Kreis Wetzlar (1965–1970), Hessischer Landwirtschaftsminister (1970–1973), Mitglied des Hessischen Landtages (1958–1978)
- Johannes Deiker (1822–1895), deutscher Maler
- Wolfram Dette (Abitur 1971), FDP, Oberbürgermeister der Stadt Wetzlar (1997 bis 2015)
- Christoph Drewitz (Abitur 1998), deutscher Schauspieler, Regisseur und Übersetzer von Musicals
- Paul Dienstbach (Abitur 1999) deutscher Ruderer, langjähriges Mitglied der Ruder-Nationalmannschaft und des Deutschlandachters, Weltmeister im Vierer ohne Steuermann 2003 mit der bis heute gültigen Weltbestleistung von 5:41,38 min
- Siegfried Fricke (Abitur 1974), CDU, Bronze-Medaillengewinner bei den Olympischen Sommerspielen 1976 im Vierer mit Steuermann (Rudern), ehemaliger Bürgermeister der Stadt Königstein im Taunus (2000–2006) und ehemaliger hauptamtlicher Kreisbeigeordneter des Landkreises Gießen (2006–2011)
- Fabian Hambüchen (Abitur 2007), Gold-Medaillengewinner bei den Olympischen Sommerspielen 2016 am Reck und Weltmeister im Turnen von 2007
- Heinz-Peter Haumann (Abitur 1978), CDU, ehemaliger Oberbürgermeister der Universitätsstadt Gießen (2003–2009)
- Hans-Jürgen Irmer (Abitur 1971), CDU, Mitglied des Hessischen Landtages (1990/1991, 1993–1995, seit 1998)
- Elke Künholz (Abitur 1982), SPD, ehemaliges Mitglied des Hessischen Landtages (2008/2009), Erste Kreisbeigeordnete im Landkreis Hersfeld-Rotenburg (seit 2009)
- Nia Künzer (Abitur 1999), deutsche Fußballweltmeisterin von 2003
- Erwin Kuntz, Internist
- Rudolf Loh (1913–1971), Unternehmer (Friedhelm Loh Group)
- Manuel Möglich, deutscher Journalist
- Sibylle Pfeiffer (Abitur 1970), CDU, Mitglied des Deutschen Bundestages (2002–2017)
- Andreas Rudolf von Planta (1819–1889), Schweizer Jurist, Unternehmer und Politiker
- Peter Prahl (1843–1911), Sanitätsoffizier und Botaniker
- Eduard Maximilian Röth (1807–1858), Philosoph und Hochschullehrer
- Karl August Schapper (Abitur 1833), evangelischer Theologe
- Jörg Siebert, Gold-Medaillengewinner bei den Olympischen Sommerspielen 1968 im Achter (Rudern)
- Josh Tapen und Janik Riegert, Quarterhead, Songwriter und Musikproduzenten (Abitur 2012)
- Hans-Jürgen Uhl (Abitur 1970), ehemals SPD, Mitglied des Deutschen Bundestages (2002–2007)
- Charly Weller, (Abitur 1972) Regisseur, Autor und Fotograf
- Georg Winckler, ehemaliger Rektor der Universität Wien und ehemaliger Präsident der European University Association (Abitur 1962)
- Rüdiger Wolf (Abitur 1970), Staatssekretär im Bundesministerium der Verteidigung (seit 2008)
- Bernd Wulffen (Abitur 1959), ehemaliger deutscher Botschafter in Bahrain, Kuwait und Kuba

### Lehrer, Professoren und Direktoren
- Ernst Wiedasch, „Professor“ am Königlich Preußischen Gymnasium zu Wetzlar[26] bis Herbst 1833[27]
- Theodor Hansen, Lehrer von 1856 bis 1859
- Andreas Czerney
- Gideon Vogt, Direktor von 1867 bis 1870